# Merchant Marine Distinguished Service Medal
La Merchant Marine Distinguished Service Medal (en français : Médaille du service distingué de la marine marchande), en abrégé MMDSM, est une décoration civile de la Marine marchande des États-Unis (USMM).
Cette décoration est la plus haute distinction qui puisse être accordée à des membres de ce service et est l'équivalent du service de la Médaille d'Honneur, puisque les marins en service dans la Marine Marchande des États-Unis ne sont pas employés par le ministère de la Défense (Dod), ils ne sont donc pas admissibles à la Medal of Honor.
Elle est décernée à tout marin d'un navire exploité par ou pour la War Shipping Administration et qui, à compter du 3 septembre 1939, s'est distingué pendant la guerre par la conduite exceptionnelles ou de services dans la ligne du devoir.
Le règlement affirme qu'il ne doit pas avoir plus d'une médaille délivrée par marin, mais si celui-ci, par ses actions, peut justifier l'attribution d'une autre médaille, il lui sera remis un insigne (étoile de bronze) à apposer à la fois sur le ruban de suspension de la médaille et la barre de ruban.
Bien que la Merchant Marine Distinguished Service Medal est considérée comme une décoration de l'administration fédérale, elle peut être porté sur les uniformes des militaires actifs.

## Conception
Conçu par Paul Manship, les récompenses suivantes de la médaille sont représentées par des étoiles d'or de 5/16e de pouce apposées à la fois sur le ruban de suspension et sur la barre de ruban.
Ceci est également utilisés pour la Merchant Marine Mariner's Medal (Médaille du marin de la marine marchande) et de la Merchant Marine Meritorious Service Medal (Médaille pour service méritoire de la marine marchande).
La médaille est en plaqué or d'un diamètre de 41,9 mm. Elle est composée d'une étoile de couleur argent à 8 branches se terminant par une boule, superposée sur une boussole d'or avec comme dispositif de suspension une bélière représentant un aigle américain en or tenant dans ses serres une couronne de laurier, elle-même accrochée à un anneau dans lequel passe un ruban de couleur bleu, blanc, rouge, blanc, bleu.

## Sources
- (en) Cet article est partiellement ou en totalité issu de l’article de Wikipédia en anglais intitulé « Merchant Marine Distinguished Service Medal » (voir la liste des auteurs).